# جان بل (بازیکن فوتبال اهل انگلستان)
جان بل (انگلیسی: John Bell; ۲۹ اوت ۱۹۱۹ – ۱۹۹۴ (۷۴−۷۵ سال)) بازیکن فوتبال اهل بریتانیا بود.
از باشگاه‌هایی که در آن بازی کرده‌است می‌توان به باشگاه فوتبال گیتزهد اشاره کرد.